# Thuis kom
Thuis kom is een lied van de Italiaans-Nederlandse rapper Cor in samenwerking met de Nederlandse hiphopartiest Idaly. Het werd in 2021 als single uitgebracht en stond in hetzelfde jaar als negende track op het album Weg van hier van Cor.

## Achtergrond
Thuis kom is geschreven door Cor en Idaly Faal en geproduceerd door Idaly. Het is een nummer dat past in de genres nederhop en trap. In het lied rappen en zingen de artiesten over uitdaging die de rappers hebben gehad in hun leven door de omgeving waar ze vandaag komen. Het was de eerste keer dat de twee artiesten met elkaar samenwerkten. Een samenwerking die ze herhaalden op Alles wat ik wil.

## Hitnoteringen
De artiesten hadden bescheiden succes met het lied in Nederland. Het stond op de 63e plaats van de Single Top 100 in de enige week dat het in deze hitlijst te vinden was. De Top 40 en haar Tipparade werden niet bereikt. 